# Ackuri
Ackuri (gruz. აწყური) – wieś w Gruzji, w regionie Samcche-Dżawachetia, w gminie Achalciche. W 2014 roku liczyła 1539 mieszkańców.